# Tipula tovarensis
Tipula tovarensis är en tvåvingeart som beskrevs av Alexander 1947. Tipula tovarensis ingår i släktet Tipula och familjen storharkrankar.
Artens utbredningsområde är Venezuela. Inga underarter finns listade i Catalogue of Life.